# Theopompa tosta
Theopompa tosta es una especie de mantis de la familia Liturgusidae.

## Distribución geográfica
Se encuentra en Malasia, Sumatra, Borneo, Filipinas, Nueva Guinea, Gabón, Angola, Bioko, Congo y  Malaui.